# Julius Hey
Julius Hey (Irmelshausen, 29 d'abril de 1832 - Múnic, 22 d'abril de 1909) fou un professor de cant alemany.
En un principi volia ser pintor, però no tardà a dedicar-se a la música i estudià harmonia i contrapunt amb Lachner i cant amb Smitt. Poc temps després conegué a Wagner i no tardà a ser un dels seus més fervents partidaris de l'illustre mestre, les doctrines del qual adaptà per a l'ensenyança del cant, sent nomenat el 1869 professor de l'Escola fundada a Múnic per Hans von Bülow sota les inspiracions del mateix Wagner. A la mort d'aquest el 1883, abandona el seu lloc, i el 1887 s'establí a Berlín, tornant a Múnic el 1904.
Per espai de molts anys treballà en la preparació de la seva important obra Deutscher Gesangsunterricht, apareguda el 1884 i que és una vasta síntesi de les seves idees envers el cant dramàtic i en la qual dona especial importància a l'emissió de la veu. En aquesta escola educà a molts alumnes que després foren cèlebres cantants com Richard Bruno Heydrich o compositors com Martin Plüddemann. També publicà diverses composicions així com R. Wagner als Vortragskünsler el 1908.